# Edward Angelo Goodall
Pour les articles homonymes, voir Goodall.
Edward Angelo Goodall (8 juin 1819 à Londres - 16 avril 1908  à Londres) est un aquarelliste anglais.

## Biographie

### Jeunesse
Goodall était le fils d'Edward Goodall, le graveur des œuvres de Joseph Mallord William Turner et ses frères étaient les artistes Frederick Goodall (1822-1904), un académicien royal, et Walter Goodall (1830-1889). Sa sœur Eliza Goodall (1827–1916) était également artiste. Edward Angelo a été apprenti au bureau de son père et ses propres talents artistiques se sont manifestés à l'adolescence lorsqu'il a remporté une médaille d'argent, et les éloges de Clarkson Stanfield RA, à la Society of Arts pour une photo du débarquement du Lord Mayor à Blackfriars Bridge. Son travail a été exposé à la Royal Watercolour Society.

### Guyane britannique
Moritz Richard Schomburgk a été chargé par le gouvernement prussien de cartographier les frontières de la Guyane britannique, accompagné de son frère Robert, qui devait collecter des spécimens d'histoire naturelle pour le Musée royal et les jardins botaniques de Berlin. Richard a été atteint de fièvre jaune peu de temps après son arrivée en Guyane britannique. Lui et l'artiste d'expédition, W.L. Walton, retourné en Angleterre. Goodall a été choisi en 1841 comme artiste de remplacement, recevant un salaire de 150 livres par an et le paiement de son passage en Guyane.
Goodall devait esquisser les gens, le paysage, les plantes et la vie animale. Les aquarelles botaniques que Goodall avait faites étaient exposées à Berlin, et les croquis des tribus indigènes, à Londres et à Paris. Toutes les illustrations ont ensuite été données au Colonial Office, se sont rendues au Département des manuscrits du British Museum et sont maintenant à la British Library. Les aquarelles représentent les peuples indigènes de la Guyane, dont certains sont aujourd'hui éteints, et en tant que tels, constituent un registre ethnographique important. Les peintures présentent également des sujets topographiques et botaniques. Certaines des aquarelles de Goodall ont été publiées.
Goodall a également tenu un journal pendant son expédition. Celui-ci est également conservé à la British Library. Le journal met en lumière la vie coloniale à Georgetown, où Goodall avait cinq mois à tuer avant le départ de l'expédition, ainsi que l'expédition, ses découvertes et ses dangers, les peuples autochtones, ainsi que le caractère et le tempérament de Schomburgk. Des extraits de la revue ont été publiés.

### Retour en Grande-Bretagne
Après son retour de Guyane en 1844, Goodall a continué à exposer ses aquarelles, principalement à la Royal Society of Painters in Water Colors, à laquelle il a été élu membre en 1864, mais aussi à la Royal Academy, la British Institution, et la Société des artistes britanniques.

### Guerre de Crimée
En décembre 1854, Goodall fut nommé artiste en guerre de Crimée pour l'Illustrated London News. Il a été témoin des batailles à l'Alma et Balaklava, et du siège de Sébastopol. Un carnet de croquis de l'époque de Goodall en Crimée se trouve à la British Library.

### Dernières années
Après la Crimée, Goodall a beaucoup voyagé, visitant la France, l'Espagne, le Portugal, Gibraltar, l'Égypte, le Maroc et l'Italie (dont quinze visites à Venise). Les carnets de croquis de certains de ses voyages européens se trouvent à la British Library.
Il a continué à exposer son travail à Londres et, en 1901, avait exposé 328 œuvres à la Royal Watercolour Society et trente-six à la British Institution.
Goodall est mort le 16 avril 1908 et est enterré au cimetière de Highgate, à Londres.